# Embla (namn)

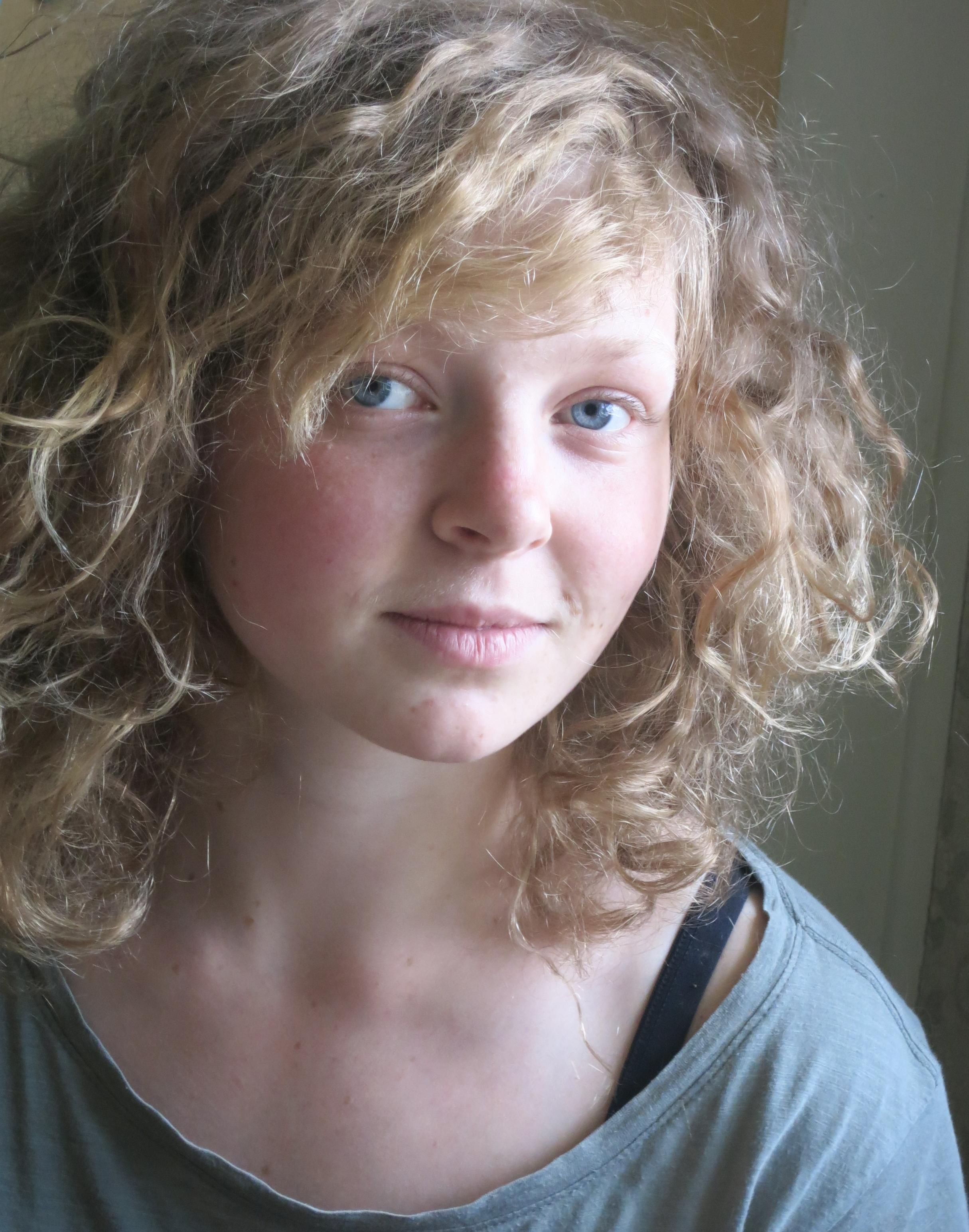
Embla Hjulström, 2016

Embla är ett fornnordiskt kvinnonamn som betyder liten alm. 
Embla var den första kvinnan enligt de nordiska mytologin. Det äldsta belägget i Sverige är från år 1882.
Den 31 december 2014 fanns det totalt 1 375 kvinnor folkbokförda i Sverige med namnet Embla, varav 891 bar det som tilltalsnamn.
Namnsdag: saknas (1986-1992: 26 september)

## Personer med namnet Embla
- Embla Hjulström, svensk skådespelare